# HD149572
HD149572 — хімічно пекулярна зоря спектрального класу
B9 й має видиму зоряну величину в смузі V приблизно  9,1.

## Пекулярний хімічний склад
Зоряна атмосфера HD149572 має підвищений вміст 
Si
.